# Чень Цзо
Чень Цзо (19 січня 1982) — китайський плавець.
Учасник Олімпійських Ігор 2004, 2008 і 2012 років.